# Ormsund bru

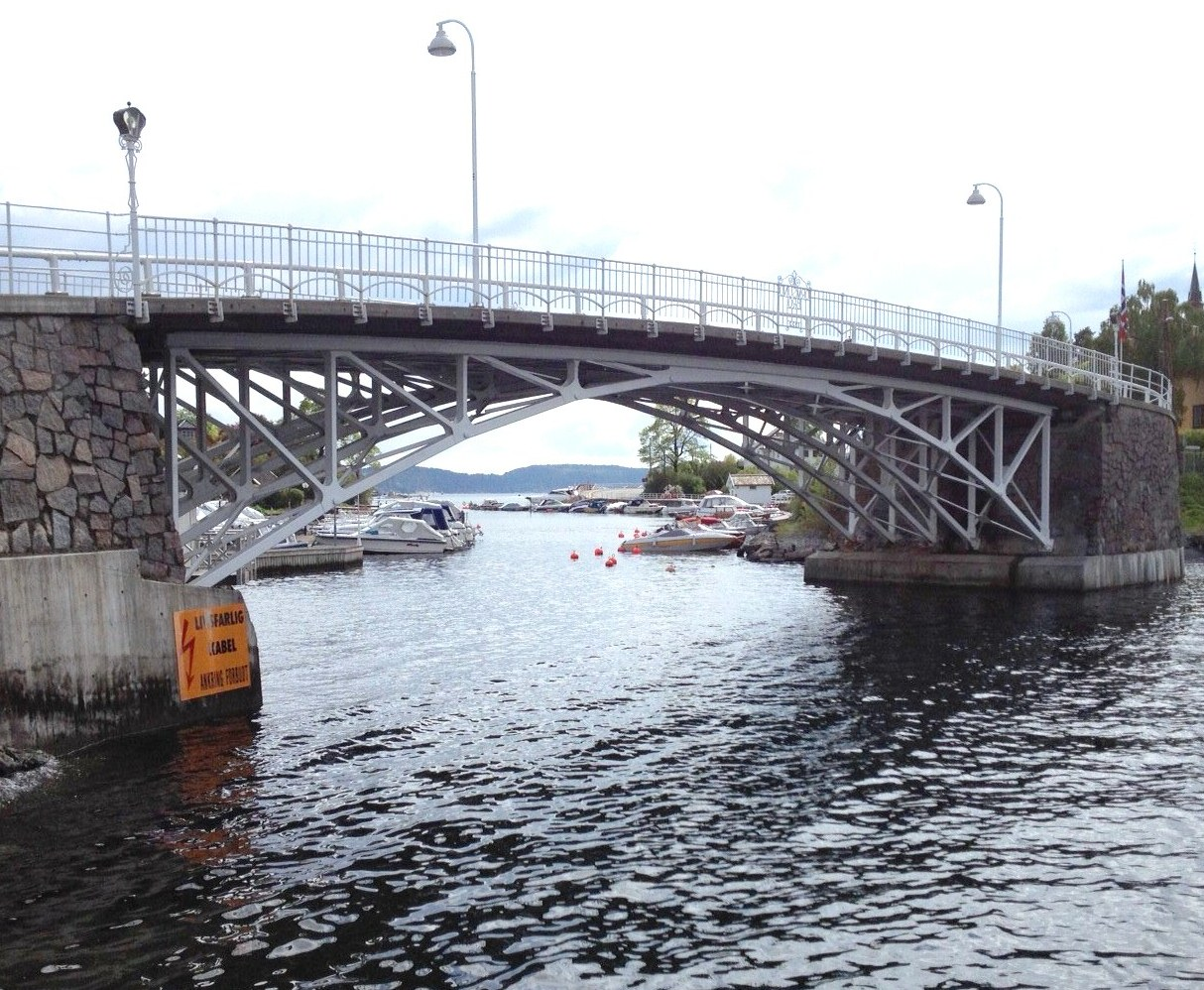
Die Ormsund bru 2012

Die Ormsund bru ist eine Brücke im südöstlichen Stadtgebiet der norwegischen Hauptstadt Oslo. Sie verbindet die Insel Ormøya und den darauf befindlichen gleichnamigen Stadtteil von Oslo mit dem Festland.
In den 1870er Jahren gab es bereits eine Holzbrücke. Die heutige Brücke ist jedoch im Kern noch eine Stahlbrücke aus dem Jahre 1922. Ursprünglich wurde sie nur mit einer Fahrbahn und ohne Bürgersteig gebaut, doch durch die Inbetriebnahme einer weiteren Brücke zur Nachbarinsel Malmøya und die zunehmende Besiedlung der Inseln, zu der auch ein Yachthafen gehört, war die Brücke dem Verkehrsaufkommen nicht mehr gewachsen. Sie wurde von Oktober 2005 bis Oktober 2006 von 4,5 m auf 8,7 m Breite erweitert und ihre Tragfähigkeit erhöht. Zur Verbesserung der Sicherheit wurde auch ein Bürgersteig angebaut.